# Bryan Watson (Eishockeyspieler)
Bryan Joseph „Bugsy“ Watson (* 14. November 1942 in Bancroft, Ontario; † 8. Juli 2021 in St. Michaels, Maryland) war ein kanadischer Eishockeyspieler und -trainer, der im Verlauf seiner aktiven Karriere zwischen 1960 und 1979 unter anderem 910 Spiele für die Canadiens de Montréal, Detroit Red Wings, Oakland Seals, Pittsburgh Penguins, St. Louis Blues, Washington Capitals in der National Hockey League sowie 24 weitere für die Cincinnati Stingers in der World Hockey Association auf der Position des Verteidigers bestritten hat. Darüber hinaus betreute Watson in der Saison 1980/81 die Edmonton Oilers über einen kurzen Zeitraum als Cheftrainer. Seinen größten Karriereerfolg feierte er jedoch als Spieler in Diensten der Canadiens de Montréal, mit denen er im Jahr 1965 den Stanley Cup gewann. Watson verkörperte den Spielertyp der Pest.

## Karriere
Watson verbrachte seine Juniorenzeit zwischen 1960 und 1963 bei den Peterborough Petes in der Ontario Hockey Association, nachdem er als 13-Jähriger auf Geheiß seines Vaters seine Geburtsstadt Bancroft verlassen hatte und bei seinen Großeltern in Peterborough aufgewachsen war. In 123 Einsätzen für die Petes kam er auf 54 Scorerpunkte.
Nach Abschluss seiner Juniorenkarriere fand der unkonventionell spielende Verteidiger zunächst bei den Canadiens de Montréal aus der National Hockey League einen Arbeitgeber. Zwischen dem Ende der Saison 1962/63 und der Saison 1964/65 kam er dabei hauptsächlich für die Kooperationspartner Montréals zum Einsatz, darunter die Hull-Ottawa Canadiens aus der Eastern Professional Hockey League sowie die Omaha Knights aus der Central Professional Hockey League und As de Québec aus der American Hockey League. Zudem kam er aber auch für die Canadiens in der NHL zu Einsätzen, mit denen er am Ende der Stanley-Cup-Playoffs 1965 die gleichnamige, prestigeträchtige Trophäe gewinnen konnte. Im Anschluss an den Stanley-Cup-Sieg wurde Watson im Juni 1965 im Tausch für Don Johns zu den Chicago Black Hawks transferiert, ehe er tags darauf im Intra-League-Draft von den Detroit Red Wings ausgewählt wurde. Dort verbrachte der Abwehrspieler die folgenden beiden Spieljahre nahezu komplett im NHL-Aufgebot.
Im Sommer 1967 erfolgte während des NHL Expansion Draft 1967 ein erneuter Wechsel, als Watson von den neu in die Liga aufgenommenen Minnesota North Stars ausgewählt wurde. Ohne jedoch nur ein Spiel für das Team zu bestreiten, wurde der Kanadier noch am selben Tag im Tausch für Bill Plager sowie den Transferrechten an Léo Thiffault und Barrie Meissner an seinen Ex-Klub Canadiens de Montréal abgegeben. Auch im zweiten Anlauf in der franko-kanadischen Metropole fand Watson aber keine sportliche Heimat dort und lief hauptsächlich für die Cleveland Barons in der AHL und die Houston Apollos in der CPHL auf. Im Trikot der Apollos empfahl sich der Defensivakteur durch seine Leistungen aber für höhere Aufgaben. Er wurde sowohl mit dem CPHL Most Valuable Defenseman Award als auch den CPHL Most Valuable Player Award für den wertvollsten Spieler der gesamten Liga ausgezeichnet.
Davon beeindruckt verpflichteten die Oakland Seals Watson Ende Juni 1968 und gaben dafür sowohl ein Erstrunden-Wahlrecht im NHL Amateur Draft 1972 sowie Tom Thurlby an Montréal ab. Zur weiteren Kompensation erhielten sie von den Canadiens noch eine Geldsumme. In Nordkalifornien konnte Watson die in ihn gesetzten Erwartungen jedoch nicht erfüllen. Nach lediglich 50 Spielen für die Seals wurde er noch im Verlauf der Spielzeit 1968/69 mit George Swarbrick und Tracy Pratt zu den Pittsburgh Penguins transferiert. Im Gegenzug sicherten sich die Oakland Seals die Dienste von Earl Ingarfield, Gene Ubriaco und Dick Mattiussi. Bei den Penguins fand Watson für die folgenden fünf Spieljahre eine sportliche Heimat. In seiner Rolle als Pest war er mit jeweils weit über 100 Strafminuten pro Saison in dieser Kategorie stets unter den meist bestraften Spielern der Liga. In der Saison 1971/72 führte er die Liga mit 212 Minuten in dieser Wertung gar an.
Watsons Zeit in Pittsburgh kam im Januar 1974 zu einem Ende, als er mit Greg Polis und einem Zweitrunden-Wahlrecht im NHL Amateur Draft 1974 an die St. Louis Blues abgegeben wurde. Diese erhielten im Gegenzug Steve Durbano, Ab DeMarco junior und J. Bob Kelly. In St. Louis verblieb der Verteidiger jedoch keinen kompletten Monat und absolvierte lediglich elf Einsätze für das Team. Gemeinsam mit Chris Evans und Jean Hamel wechselte er zu den Detroit Red Wings, für die er bereits neun Jahre zuvor gespielt hatte. Dagegen wechselten Ted Harris, Bill Collins und Garnet Bailey als Kompensation zu den St. Louis Blues. Bei den Red Wings bestritt der mittlerweile 32-Jährige die beiden folgenden Spielzeiten bis in die Saison 1976/77 hinein, als er erneut Bestandteil eines Transfergeschäfts war. Watson wechselte im November 1976 zu den Washington Capitals, die dafür Greg Joly an die Red Wings abgaben. Für den Hauptstadtklub spielte der Kanadier bis ins Kalenderjahr 1979 hinein, ehe er entlassen wurde. Dennoch wurde er von der Liga mit dem Charlie Conacher Humanitarian Award für sein soziales Engagement ausgezeichnet. Er schloss sich nach seiner Entlassung bis zum Ende der Saison 1978/79 als Free Agent den Cincinnati Stingers aus der World Hockey Association an. Im Sommer 1979 beendete er schließlich 36-jährig seine aktive Karriere.
Nach seinem Karriereende zog Watson eine Tätigkeit als Trainer in Betracht. Er wurde daher zur Saison 1980/81 als Cheftrainer von den Edmonton Oilers aus der NHL verpflichtet, wo er die Nachfolge von Glen Sather antrat. Dieser wollte sich fortan auf seinen Posten als General Manager konzentrieren. Nachdem Watson das Team in den ersten 18 Saisonspielen hauptverantwortlich betreut hatte, von denen er aber lediglich vier gewann und nur 13 von 36 möglichen Punkten errang, übernahm Sather wieder die Position als Cheftrainer. Watson wurde zum Assistenztrainer degradiert und verließ den Klub schließlich am Saisonende.
Er verstarb am 8. Juli 2021 im Alter von 78 Jahren an den Folgen einer Lungenentzündung in seiner US-amerikanischen Wahlheimat St. Michaels im Bundesstaat Maryland.

## Erfolge und Auszeichnungen
| - 1965 Stanley-Cup-Gewinn mit den Canadiens de Montréal - 1968 CPHL Most Valuable Player Award - 1968 CPHL Most Valuable Defenseman Award | - 1968 CPHL First All-Star Team - 1978 Charlie Conacher Humanitarian Award |

## Karrierestatistik
(Legende zur Spielerstatistik: Sp oder GP = absolvierte Spiele; T oder G = erzielte Tore; V oder A = erzielte Assists; Pkt oder Pts = erzielte Scorerpunkte; SM oder PIM = erhaltene Strafminuten; +/− = Plus/Minus-Bilanz; PP = erzielte Überzahltore; SH = erzielte Unterzahltore; GW = erzielte Siegtore; 1 Play-downs/Relegation; Kursiv: Statistik nicht vollständig)

### NHL-Trainerstatistik
(Legende zur Trainerstatistik: Sp oder GC = Spiele insgesamt; W oder S = erzielte Siege; L oder N = erzielte Niederlagen; T oder U = erzielte Unentschieden; OTL oder OTN = erzielte Niederlagen nach Overtime oder Shootout; Pts oder Pkt = erzielte Punkte; Pts% oder Pkt% = Punktquote; Win% = Siegquote; Resultat = erreichte Runde in den Play-offs)